# 県央地域
県央地域（けんおうちいき）は、日本の県の地域区分で使われる地名。おおむね地理的に県の中央部に位置する地域を指す。日本のいくつかの県で、県内の特定の地域を指して固有名詞的に用いる。なお「県央」とはあくまでも地理的に中央部に位置するという意味で、行政・経済の中心地を意味するものではない。そのため「県央」と呼ばれる地域が県の行政や経済の中心地から外れている場合も多い。

## 各県の「県央」
単に「県央」と呼ぶこともあるほか、単位呼称は「-地域」のほかにも「-地方」「-地区」「-ブロック」「-エリア」など、地域や組織になどによってさまざまである。
- 秋田県・県央 - 県庁所在地の秋田市とその周辺の男鹿市、五城目町、八郎潟町、潟上市、井川町、大潟村、由利本荘市、にかほ市を指す[1]。秋田県#地域圏（広域都市圏）を参照。
- 茨城県・県央 - 県庁所在地の水戸市と周辺の笠間市、小美玉市、大洗町、茨城町、城里町の6市町。水戸地方気象台が発表する天気予報の区分や、茨城県庁などの公的機関でも使用する地域区分。
- 埼玉県・県央 - 県が設置する「県央地域振興センター」では、鴻巣市、上尾市、桶川市、北本市、北足立郡伊奈町の4市1町を「県央地域」としている[2]。県庁所在地であるさいたま市より北の、埼玉県中部の地域を指す。埼玉県#市町村一覧を参照。
- 神奈川県・県央 - 県が設置する「県央地域県政総合センター」では、相模原市、厚木市、大和市、海老名市、座間市、綾瀬市、愛甲郡愛川町、愛甲郡清川村の6市1町1村を「県央地域」としている[3]。神奈川県#地域を参照。
- 新潟県・県央 -  主に三条市、燕市、加茂市、田上町、弥彦村の5市町村を指す。旧越後国蒲原郡の南蒲原郡中北部および西蒲原郡南西部付近にあたる。
- 愛知県 - 西三河（豊田市・岡崎市など）を県央と称することがある（ホンダカーズ愛知県央など）[4]。
- 山口県・県央 - 県庁所在地の山口市・防府市からなる山口・防府地区（山防地区ともいう）を県央と称することがある。
- 長崎県・県央 - 諫早市、大村市の2市。県央振興局が設置されている。
- 熊本県・県央 - 熊本県#地域区分を参照。
- 大分県・県央 - 県中とも。主に大分市周辺を指す。
- 宮崎県・県央 - 宮崎県#自治体を参照。

## 「県央」に相当する呼称
漢字1字と「央」または「中」の字が入っているもの。
- 道央：北海道の中部（実際には西寄りの地域）。
- 福島県・県中：福島県の中部。福島県#地域および中通りを参照。
- 中毛：群馬県の中部。
- 中信：長野県の中部（実際には西寄りの地域）。
- 中濃：岐阜県美濃地方の中部。
- 中勢：三重県の中部。
- 中和：奈良県の中部。
- 紀中：和歌山県の中部。和歌山県#地理・地域を参照。
- 中讃：香川県の中部。
- 中予：愛媛県の中部。